# Zoltán Czibor
Zoltán Czibor [ˈzoltaːn ˈʦibor] (* 23. August 1929 in Kaposvár; † 1. September 1997 in Győr) war ein ungarischer Fußballspieler.

## Ungarn
Der nur 1,69 m große Czibor war einer der besten Linksaußen seiner Zeit. Sándor Mezei, der Trainer der damaligen ungarischen Juniorenauswahl, entdeckte ihn bei einem Spiel zweier drittklassiger Mannschaften. Czibor arbeitete damals auch als Lokführer. Er spielte von 1948 bis 1949 beim Ferencvárosi TC in Budapest und wechselte dann zunächst zu Csepeli Vasas sowie in weiterer Folge zu Honvéd Budapest, wo er gemeinsam mit Ferenc Puskás und Sándor Kocsis spielte. Diese drei bildeten das Angriffstrio, das Anfang der 1950er Jahre unterstützt von Nándor Hidegkuti in der ungarischen Nationalmannschaft zu Weltruhm gelangte. 1952 wurde er in Helsinki Olympiasieger, und 1953 war er Teil der ungarischen Nationalelf, die mit 6:3 als erste Mannschaft vom Kontinent gegen England im Wembley-Stadion gewann. Als die ungarische Auswahl zur Fußball-Weltmeisterschaft 1954 in die Schweiz fuhr, war sie vier Jahre lang ungeschlagen und der haushohe Favorit auf den Titel. Im Endspiel gegen Deutschland traf Czibor zur programmgemäßen 2:0-Führung für Ungarn, ehe seine Mannschaft völlig unerwartet noch mit 2:3 verlor.
Nach dem Aufstand gegen das kommunistische Regime in Ungarn 1956 und dem Einmarsch der Sowjetunion zerbrach die Mannschaft. Spieler wie Czibor, Puskás, Kocsis und Kubala gingen ins Exil und spielten nie wieder für Ungarn.

## Spanien
Zoltán Czibor kam 1957 durch Vermittlung von László Kubala zum FC Barcelona. Ein Jahr später wurde auch Kocsis von den Katalanen verpflichtet, während Puskás ab 1958 für Real Madrid spielte. Mit Barcelona konnte Czibor trotz der großen Konkurrenz durch den mehrfachen Europapokal-Gewinner Real Madrid, 1959 und 1960 die spanische Meisterschaft erringen und ebenfalls 1959 den Copa del Rey. Der Messepokal, ein Vorläufer des UEFA-Pokals, wurde 1958 und 1960 gewonnen. 1960 scheiterte Barcelona noch im Halbfinale des Europapokals der Landesmeister an Real Madrid mit jeweils 1:3, wobei Czibor in beiden Spielen wegen eines Streits über die Prämienzahlung fehlte. 1961 schließlich gelang es Barcelona in der zweiten Runde des Europapokals der Landesmeister die über fünf Jahre dauernde Siegesserie Real Madrids in diesem Wettbewerb zu beenden. In der Folge erreichten sie das Finale gegen Benfica Lissabon, das in diesem Jahr im Berner Wankdorfstadion ausgetragen wurde. Genau in jenem Stadion, in dem Czibor und Kocsis 1954 mit dem verlorenen WM-Finale die größte Enttäuschung ihrer Fußballerkarriere erlebt hatten. Auch diesmal brachte ihnen das Stadion kein Glück. Beide Ungarn erzielten ein Tor, aber der FC Barcelona verlor das Endspiel mit 2:3.
1963 wechselte Czibor zum Abschluss seiner Karriere noch für zwei Jahre zum Lokalrivalen Espanyol Barcelona. 1965 beendete er seine aktive Laufbahn.

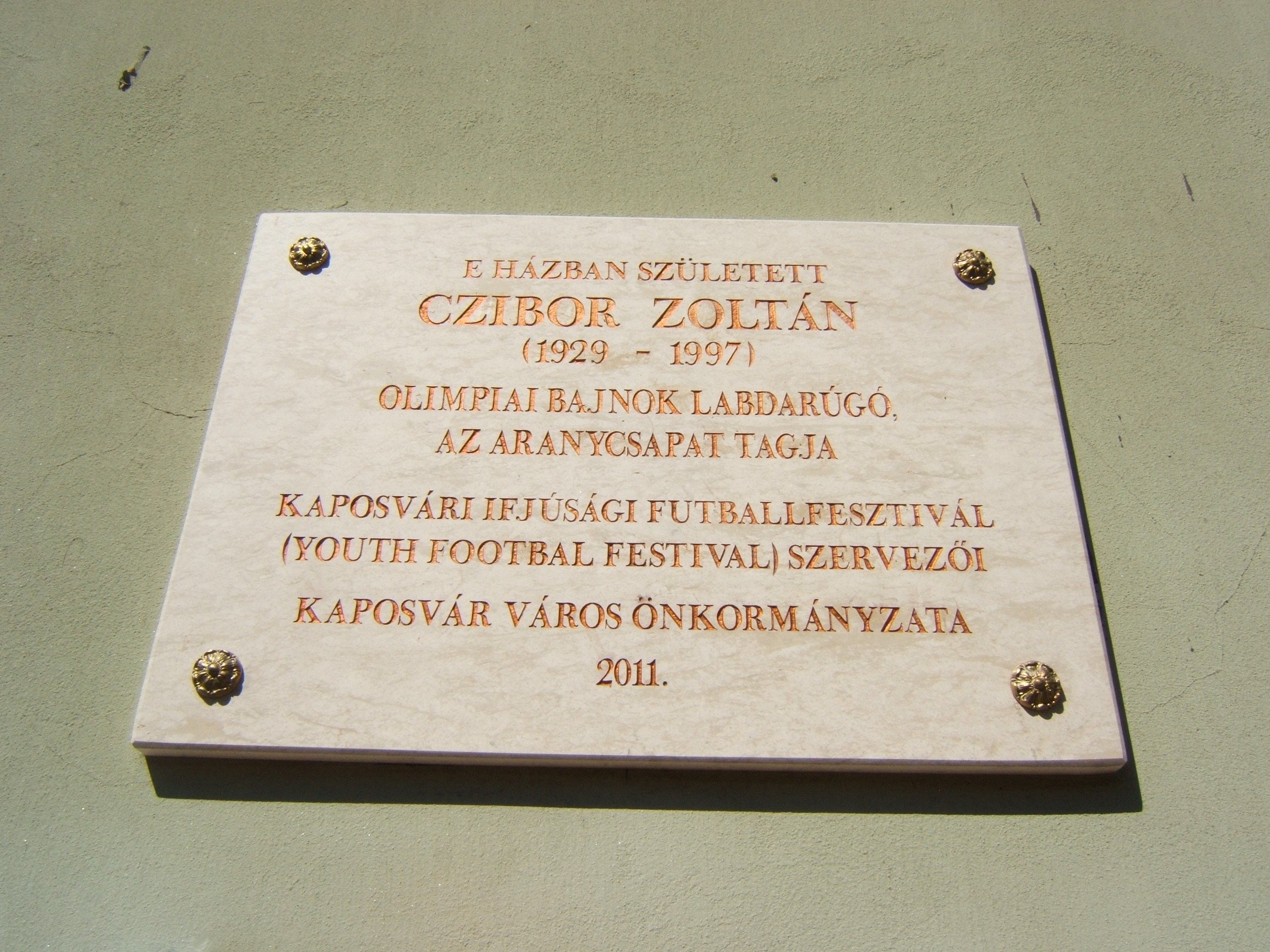
Ehrentafel für Zoltán Czibor

## Erfolge als Spieler
Ungarische Nationalmannschaft:
- Olympiasieger: 1952
- Zentraleuropameister 1948–1953
- Vize-Weltmeister: 1954

Vereine
- Ferencváros Budapest
  - Ungarischer Meister: 1948/49
- Honvéd Budapest
  - Ungarischer Meister: 1954, 1955
- FC Barcelona
  - Spanischer Meister: 1958/59, 1959/60
  - Messestädte-Pokal 1958–1960